# Microtritia incisa
Microtritia incisa är en kvalsterart som beskrevs av Johann Christian Friedrich Märkel 1964. Microtritia incisa ingår i släktet Microtritia och familjen Euphthiracaridae. Inga underarter finns listade i Catalogue of Life.